# Clash (Ensi)
Clash è il quinto album in studio del rapper italiano  Ensi, pubblicato il 1º febbraio 2019 dalla Warner Music Italy.

## Descrizione
Composto da dodici tracce complessive, la sua pubblicazione è stata anticipata dai videoclip dei brani Clash Freestyle, Ivory Freestyle e Autogrill Freestyle, diretti da FrameVilla, e dall'uscita del singolo Deng Deng, in collaborazione con Patrick Benifei, pubblicato il 25 gennaio 2019 per il download digitale.

## Tracce
1. Clash Freestyle – 2:17
2. Deng Deng (feat. Patrick Benifei) – 3:03
3. Mutombo – 3:24
4. Rocker – 3:37
5. Ivory Freestyle – 2:12
6. Rapper (feat. Johnny Marsiglia & Agent Sasco) – 3:09
7. Vita intera – 2:18
8. Thema Turbodiesel – 3:14
9. Autogrill Freestyle – 1:48
10. Rat Race (feat. Attila) – 3:26
11. Fratello mio – 3:00
12. Complicato – 3:24

Clash Again – riedizione
1. Sequel Freestyle – 2:24
2. Bang Bang – 2:25
3. Mira (feat. Madame) – 3:24
4. Rapper Posse Track (feat. Lazza, Danno, Clementino, Jack the Smoker & Agent Sasco) – 3:09
5. Clash Freestyle – 2:17
6. Deng Deng (feat. Patrick Benifei) – 3:03
7. Mutombo – 3:24
8. Rocker – 3:37
9. Ivory Freestyle – 2:12
10. Rapper (feat. Johnny Marsiglia & Agent Sasco) – 3:09
11. Vita intera – 2:18
12. Thema Turbodiesel – 3:14
13. Autogrill Freestyle – 1:48
14. Rat Race (feat. Attila) – 3:26
15. Fratello mio – 3:00
16. Complicato – 3:24

## Formazione
Musicisti
- Ensi – voce
- Patrick Benifei – voce aggiuntiva (traccia 2)
- Johnny Marsiglia – voce aggiuntiva (traccia 6)
- Agent Sasco – voce aggiuntiva (traccia 6)
- Peter Bass – pianoforte (traccia 6)
- Attila – voce aggiuntiva (traccia 10)
- Marco Azara – chitarra (traccia 11)
- Paolo Parpaglione – sassofono (traccia 12)

Produzione
- Old Ass – produzione (tracce 1 e 12)
- Stabber – produzione (traccia 2)
- Vox P – produzione (traccia 3)
- DJ 2P – produzione (traccia 4)
- Adma – produzione (traccia 4)
- Dave – produzione (tracce 5 e 12)
- Big Joe – produzione (tracce 6, 7, 8, 9 e 11)
- Crookers – produzione (traccia 10)

## Classifiche
| Classifica (2019) | Posizione massima |
| ----------------- | ----------------- |
| Italia            | 6                 |